# IC 1603
IC 1603 је спирална галаксија у сазвјежђу Феникс која се налази на листи објеката дубоког неба у Индекс каталогу.
Деклинација објекта је - 45° 24' 46" а ректасцензија 0h 56m 59,7s. Привидна величина (магнитуда) објекта IC 1603 износи 13,9 а фотографска магнитуда 14,6. Налази се на удаљености од 88,860 милиона парсека од Сунца. IC 1603 је још познат и под ознакама ESO 243-14, PGC 3401.